# Stamenti
Als Stamenti bezeichnete man die von 1355 bis 1847 bestehende Ständeversammlung Sardiniens. Sie tagte in Cagliari.

## Geschichte
Während der lange andauernden katalanischen und dann spanischen Herrschaft hatten die Stamenti gewisse Mitspracherechte bei der Regierung der Insel, unter anderem bei der Steuerbewilligung. Bis Ende des 17. Jahrhunderts tagten sie in der Regel alle zehn Jahre. Unter der Herrschaft des Hauses Savoyen wurden sie nur 1720 und 1721 einberufen, danach vertrat eine kleine, alle drei Jahre zusammenkommende Kommission die Stamenti, insbesondere in Steuerangelegenheiten. 1793 traten die Stamenti im Verlauf des französischen Invasionsversuches auf eigene Initiative zusammen und verlangten nach der erfolgreichen Abwehr mehr Rechte für den sardischen Adel, was weitgehend abgelehnt wurde. Dies führte am 28. April 1794 zu einem Volksaufstand, dem in der Autonomen Region Sardinien bis heute im Die de sa Sardigna („Tag Sardiniens“) gedacht wird. 1847 stimmten die Stamenti für die staatsrechtliche Fusion mit den Festlandsbesitzungen der Savoyer, womit die sardische Autonomie für rund 100 Jahre begraben wurde. Die Vertretung Sardiniens übernahmen Abgeordnete, die in die 1848 gegründete Abgeordnetenkammer auf das Festland entsandt wurden. Erst 1949 erhielt Sardinien wieder ein eigenes Regionalparlament.

## Zusammensetzung
Die Ständeversammlung bestand aus drei stamenti oder bracci, die die damals üblichen Stände vertraten: im stamento ecclesiastico war der höhere Klerus vertreten, im stamento militare (oder baronale) die adligen Feudalherren, im stamento civile (oder demaniale) Vertreter der Städte Cagliari, Sassari, Alghero, Oristano, Iglesias, Bosa und Castel Aragonese.

## Sonstiges
Im Jahr 2006 brachte der aus Sardinien stammende ehemalige italienische Staatspräsident Francesco Cossiga im Senat einen Entwurf einer neuen Regionalverfassung für Sardinien ein, in der für das regionale Parlament die Bezeichnung stamenti generali vorgesehen war.